# Aplowite
L'aplowite est un minéral de la classe des sulfates, qui appartient au groupe de la rozénite. Il porte le nom d'Albert Peter Low (1861-1942), géologue canadien,.

## Caractéristiques
L'aplowite est un sulfate de formule chimique (Co,Mn,Ni)SO4·4H2O. Elle cristallise dans le système monoclinique en formant des efflorescences finement granulaires. Sa dureté sur l'échelle de Mohs est de 3.

## Classification
Selon la classification de Nickel-Strunz, l'aplowite appartient à "07.CB: Sulfates (séléniates, etc.) sans anions additionnels, avec H2O, avec des cations de taille moyenne".

## Formation et gisements
On la trouve sous forme d'efflorescences avec des sulfures dans la matrice de sidérite-baryte de gisements hydrothermaux de cuivre-zinc-plomb associés à des gisements de baryte. Elle est généralement associée à d'autres minéraux comme la moorhouséite, la sidérite et la baryte. Elle a été découverte en 1965 dans la mine de baryte de Walton, dans le comté de Hants (Nouvelle-Écosse, Canada). On l'a également trouvée à Plaka (Grèce), à Orenburgskaya (Russie) et à Chisana (Alaska, États-Unis).